# Mundo a Vapor

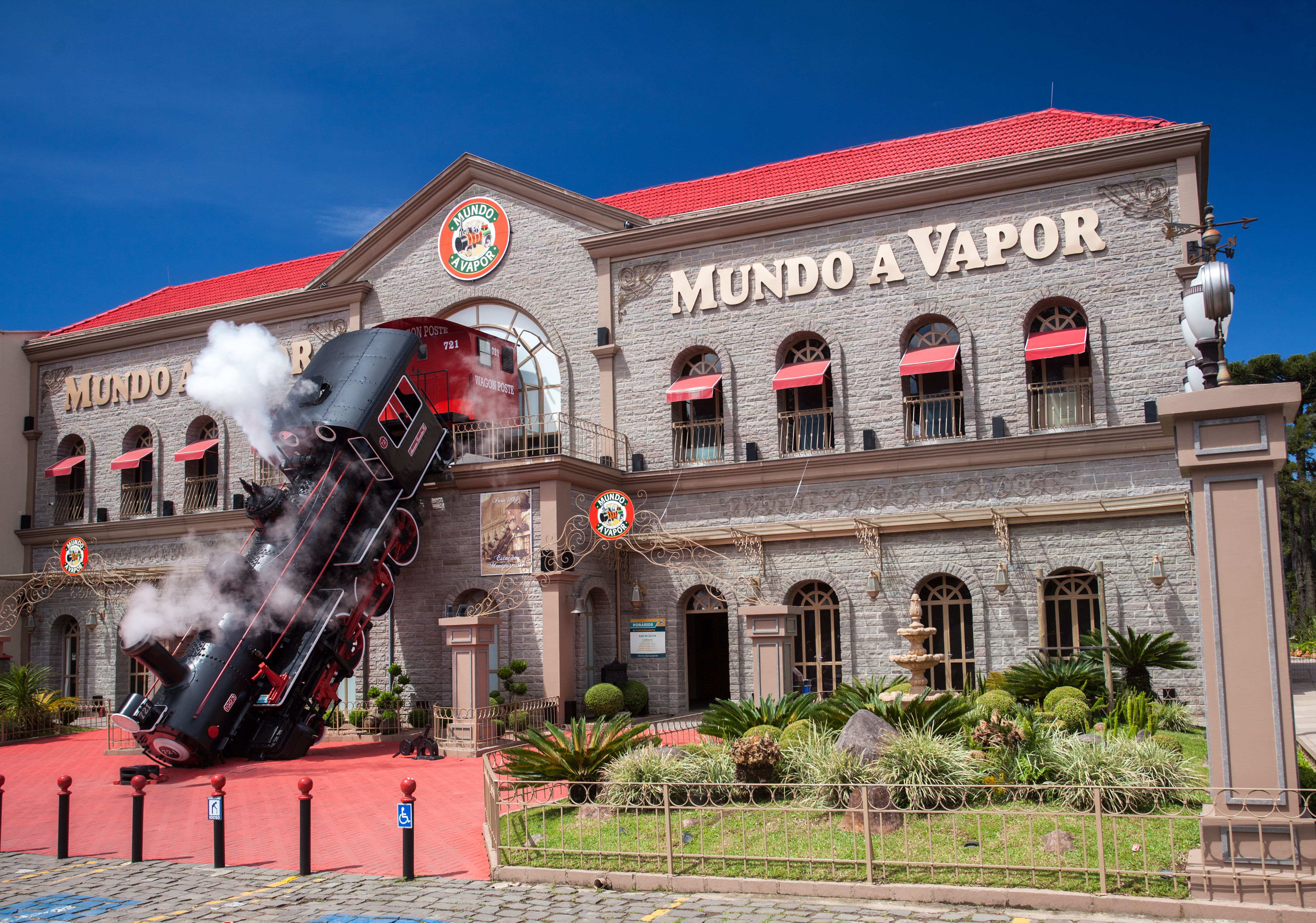
Fachada do Mundo a Vapor

Mundo a Vapor é um parque temático brasileiro, localizado em Canela, no Rio Grande do Sul. 
No Mundo a Vapor os visitantes encontram réplicas de máquinas que costumavam funcionar a vapor, como uma fábrica de papel, uma olaria, uma ferraria, entre outras. O parque é conhecido por sua fachada onde foi reconstituído em tamanho real o famoso acidente ferroviário acontecido em Paris, em 1895, quando uma locomotiva desgovernada cruzou em alta velocidade a estação de Montparnasse.
O parque foi construído na década de 1990 pelos irmãos Urbani, os quais cresceram na oficina mecânica do pai, a Oficina Urbani. 

## História
Ele nasceu inspirado por uma história real, na cidade de Canela. Na década de 20, a oficina mecânica de Ernesto Urbani atendia as serrarias que eram movidas por grandes máquinas a vapor.
Toda a vida do pequeno vilarejo, então chamado Campestre Canella, girava em torno do trem, que partia da Capital, Porto Alegre, e seguia em direção a Serra levando mantimentos. Daqui ele levava a madeira que era extraída em grande quantidade. Anos depois é que um segundo vagão passou a transportar pessoas e com isso a relevância do trem se tornou ainda maior para o desenvolvimento de Canela e região.
Era nesse cenário que viviam os três filhos de Ernesto Urbani. Herdeiros do seu talento, Omar, Benito e Hermes cresceram dentro da oficina que consertava os locomóveis. Apaixonados por máquinas a vapor, eles tinham a oficina do pai como um laboratório para a criatividade. Nas horas livres, aproveitavam as sucatas da oficina e criavam verdadeiras obras de arte: máquinas a vapor em miniatura. E o mais curioso e desafiador é que eles as faziam de modo que funcionassem perfeitamente, reproduzindo o processo industrial das grandes máquinas.
Anos se passaram e os filhos, já adultos, puderam então transformar o sonho de criança em realidade. Em 1991 o Parque Temático Mundo a Vapor foi inaugurado, apresentando a Canela um atrativo turístico inédito.

## Passeio de trem
No Mundo a Vapor
A locomotiva de quatro metros tem três vagões com capacidade para até 12 pessoas cada, e percorre 270m por um lindo bosque em uma área de aproximadamente 6.000m². 
O passeio está incluso no ingresso, dura cerca de quatro minutos e pode ser feito por adultos e crianças. 

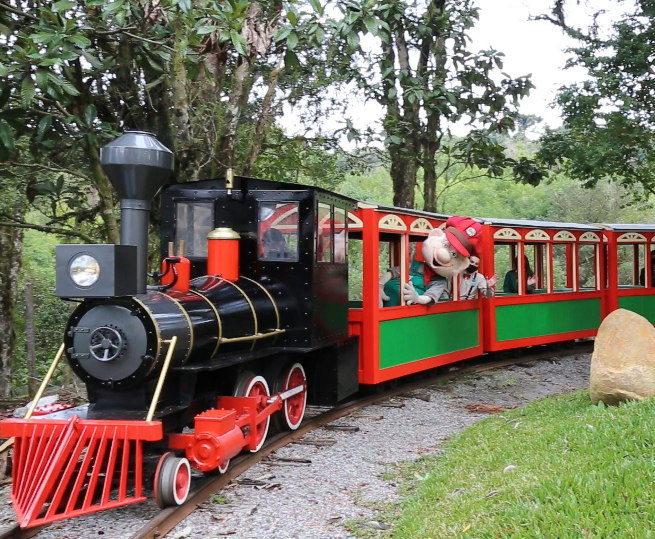
Passeio de Trem no Mundo a Vapor

## As réplicas
Entre as miniaturas estão:
- Olaria: faz referência a uma construção de 1910, em Paris. Nesta etapa do passeio são fabricados telhas e tijolos que de tão pequeno podem ser segurados somente com as pontas dos dedos.
- Pedreira: réplica de uma máquina datada em 1885. A pedreira arrancava as rochas do chão.
- Usina Termelétrica –a miniatura serve para ensinar didaticamente como acontece a geração de energia termelétrica: carvão queimado na caldeira que gera vapor o suficiente para girar a turbina que alimenta o gerador.
- Usina Hidrelétrica – inspirada numa usina instalada entre Gramado e Canela em 1956.
- Fábrica de Papel – a réplica de 1939 demonstra o processo de produção de papel. A madeira moída com água forma uma pasta base que serve de base para o papel. Adiciona-se água corrente, corante e papel moído reciclado. A mistura passa por uma máquina a vácuo que elimina 50% da água. Posteriormente, o papel passa por uma prensa e é aquecido a 120 ºC.
- Fábrica de Erva Mate – a estação apresenta uma réplica de fábrica do mate, da colheita à desidratação. Para os gaúchos, a erva tem um significado grande por conta da bebida típica feita com o mate, o chimarrão.

Além das miniaturas, o Mundo a Vapor conta com uma coleção de equipamentos antigos, como telefones e acessórios.